# Werelderfgoed in Tunesië
Tot het UNESCO werelderfgoed in Tunesië behoren negen werelderfgoederen. De eerste werd in 1979 ingeschreven.

## Werelderfgoederen

### Actuele Werelderfgoederen
Deze lijst toont de werelderfgoederen in Tunesië in chronologische volgorde (C – Cultuurerfgoed; N – Natuurerfgoed).
| Naam                                                           | Jaar | Soort | Beschrijving | Afbeelding |
| -------------------------------------------------------------- | ---- | ----- | ------------ | ---------- |
| Amfitheater van El Djem                                        | 1979 | C     |              |            |
| Carthago                                                       | 1979 | C     |              |            |
| Medina van Tunis                                               | 1987 | C     |              |            |
| Nationaal park Ichkeul                                         | 1980 | N     |              |            |
| Punische stad Kerkuane en haar necropolis (uitgebreid in 1986) | 1985 | C     |              |            |
| Medina van Sousse                                              | 1988 | C     |              |            |
| Kairouan                                                       | 1988 | C     |              |            |
| Dougga/Thugga                                                  | 1997 | C     |              |            |
| Djerba, getuigen van een nederzettingenpatroon op een eiland   | 2023 | C     |              |            |

### Als Werelderfgoed genomineerde objecten
Op de voorlopige lijst van de UNESCO worden objecten ingeschreven die naar het inzicht van de betreffende regering potentieel voor de erkenning als werelderfgoed in aanmerking komen. Dit zegt niets over een eventuele daadwerkelijke succesvolle inschrijving op de lijst. Tegenwoordig (2025) zijn op de voorlopige lijst zestien objecten uit Tunesië ingeschreven.
| Naam                                                                                          | Jaar | Soort | Beschrijving | Afbeelding |
| --------------------------------------------------------------------------------------------- | ---- | ----- | ------------ | ---------- |
| Nationaal park El Feidja                                                                      | 2008 | N     |              |            |
| Nationaal park Bou-Hedma                                                                      | 2008 | N     |              |            |
| Sjott el-Djerid                                                                               | 2008 | N     |              |            |
| Oase van Gabès                                                                                | 2008 | C/N   |              |            |
| Koninklijke mausolea van Numidia en Mauretania evenals voorislamitische grafmonumenten        | 2012 | C     |              |            |
| Aquaduct van Zaghouan                                                                         | 2012 | C     |              |            |
| Antieke Numidische marmergroeven van Simitthu                                                 | 2012 | C     |              |            |
| Grenzen van het Romeinse Rijk: De limes in Zuid-Tunesië                                       | 2012 | C     |              |            |
| Medina van Sfax                                                                               | 2012 | C     |              |            |
| Marien sedimentgesteente uit het Perm van de Djebel Tebaga                                    | 2016 | N     |              |            |
| Stratotype van de Krijt-Tertiair-grens                                                        | 2016 | N     |              |            |
| Jugurtha Tableland                                                                            | 2017 | C/N   |              |            |
| Grotwoningen en de wereld van de Ksar in Zuid-Tunesië                                         | 2020 | C     |              |            |
| Rammadiya d'El Magtaa (El Mekta), het centrum van de Capsien-cultuur                          | 2021 | C     |              |            |
| Archeologische site van Sbeitla                                                               | 2021 | C     |              |            |
| Het dorp Sidi Bou Said: architectonische en spirituele harmonie in het Middellandse Zeegebied | 2024 | C     |              |            |

## Objecten voorheen op de Kandidatenlijst
Deze objecten werden van de voorlopige lijst verwijderd en door nieuwe vervangen.
| Naam                                | Jaar        | Soort | Beschrijving | Afbeelding |
| ----------------------------------- | ----------- | ----- | ------------ | ---------- |
| Nationaal park Djebel Chambi        | 1978 - 1978 | N     |              |            |
| Nationaal park Zembra en Zembretta  | 1978 - 1979 | N     |              |            |
| Megalithische bouwwerken van Ellès  | 1985 - 1994 | C     |              |            |
| Site van Ben Jasla                  | 1985 - 1994 | C     |              |            |
| Ksar Haddada                        | 1988 - 1996 | C     |              |            |
| Ondergrondse huizen van Bulla Regia | 1988 - 1996 | C     |              |            |
| Matmata                             | 1988 - 1996 | C     |              |            |
| Ribat van Monastir                  | 1988 - 1996 | C     |              |            |
| Chenini                             | 1988 - 1996 | C     |              |            |
| Andalusische stad Testour           | 1988 - 1996 | C     |              |            |

Carthago · Amfitheater van El Djem · Nationaal park Ichkeul · Kairouan · Punische stad Kerkuane en haar necropolis · Medina van Sousse · Dougga / Thugga · Medina van Tunis